# Raúl Orosco
Raúl Orosco Delgadillo (Cochabamba, 25 maart 1979) is een Boliviaans voetbalscheidsrechter. Hij was in dienst van FIFA en CONMEBOL tussen 2009 en 2021. Ook leidt hij wedstrijden in de Liga Profesional.
Zijn eerste interland floot hij op 3 juli 2011, toen Brazilië met 0–0 gelijkspeelde tegen Venezuela. Tijdens dit duel gaf Orosco vier gele kaarten. In mei 2015 werd hij uitgekozen als een van de tien scheidsrechters op de Copa América.

## Interlands
| Datum            | Plaats                | Wedstrijd            | Uitslag | Competitie           | Kreeg geel | Kreeg voor de tweede keer geel en dus rood | Weggestuurd |
| ---------------- | --------------------- | -------------------- | ------- | -------------------- | ---------- | ------------------------------------------ | ----------- |
| 3 juli 2011      | La Plata, Argentinië  | Brazilië – Venezuela | 0 – 0   | Copa América 2011    | 4          | 0                                          | 0           |
| 13 juli 2011     | La Plata, Argentinië  | Uruguay – Mexico     | 1 – 0   | Copa América 2011    | 5          | 0                                          | 0           |
| 20 juli 2011     | La Plata, Argentinië  | Peru – Uruguay       | 0 – 2   | Copa América 2011    | 6          | 0                                          | 1           |
| 12 oktober 2011  | Santiago, Chili       | Chili – Peru         | 4 – 2   | WK 2014 kwalificatie | 5          | 0                                          | 0           |
| 22 december 2011 | La Serena, Chili      | Chili – Paraguay     | 3 – 2   | Vriendschappelijk    | 5          | 1                                          | 1           |
| 3 juni 2014      | Goiana, Brazilië      | Brazilië – Panama    | 4 – 0   | Vriendschappelijk    | 5          | 0                                          | 0           |
| 18 juni 2015     | Valparaíso, Chili     | Peru – Venezuela     | 1 – 0   | Copa América 2015    | 4          | 0                                          | 1           |
| 3 juli 2015      | Concepción, Chili     | Peru – Paraguay      | 2 – 0   | Copa América 2015    | 3          | 0                                          | 0           |
| 27 mei 2016      | Viña del Mar, Chili   | Chili – Jamaica      | 1 – 2   | Vriendschappelijk    | 8          | 0                                          | 0           |
| 6 oktober 2016   | Montevideo, Uruguay   | Uruguay – Venezuela  | 3 – 0   | WK 2018 kwalificatie | 3          | 1                                          | 0           |
| 3 maart 2019     | Villa Tunari, Bolivia | Bolivia – Nicaragua  | 2 – 2   | Vriendschappelijk    | 6          | 0                                          | 0           |